# Rhomboèdre

Pour un rhomboèdre, on a.

En géométrie, un rhomboèdre est un polyèdre équivalent au cube dont les faces sont des losanges. C'est le cas particulier du parallélépipède obtenu lorsque les arêtes sont de même longueur ; autrement dit, c'est un parallélépipède rhombique.
Dans le cas général, le rhomboèdre peut avoir trois types de faces rhombiques par paire de faces opposées isométriques, caractérisés par les trois angles {\displaystyle \alpha ,\beta ,\gamma } des faces se rejoignant en un des sommets (voir figure).
Son volume s'obtient par la formule : {\displaystyle a^{3}{\sqrt {1-\cos ^{2}\alpha -\cos ^{2}\beta -\cos ^{2}\gamma +2\cos \alpha \cos \beta \cos \gamma }}}, où {\displaystyle a} est la longueur commune des arêtes.
Lorsque de plus {\displaystyle \alpha =\beta =\gamma }, autrement dit si toutes les faces sont isométriques, on obtient un trapézoèdre trigonal.
Un rhomboèdre rectangle ({\displaystyle \alpha =\beta =\gamma =90^{\circ }}) est un cube.
Ces propriétés sont importantes en cristallographie, et permettent notamment d'expliquer la parenté entre les systèmes cristallins trigonal, hexagonal et cubique.
Un autre cas particulier est le suivant : il existe un plan de symétrie passant par quatre sommets (avec le groupe de symétrie C2h), et un cas spécial où il existe un autre plan de symétrie passant par les quatre autres sommets (avec le groupe de symétrie D2h). Un polyèdre combinant ces deux propriétés est un cube.